# Personnalités symbolistes

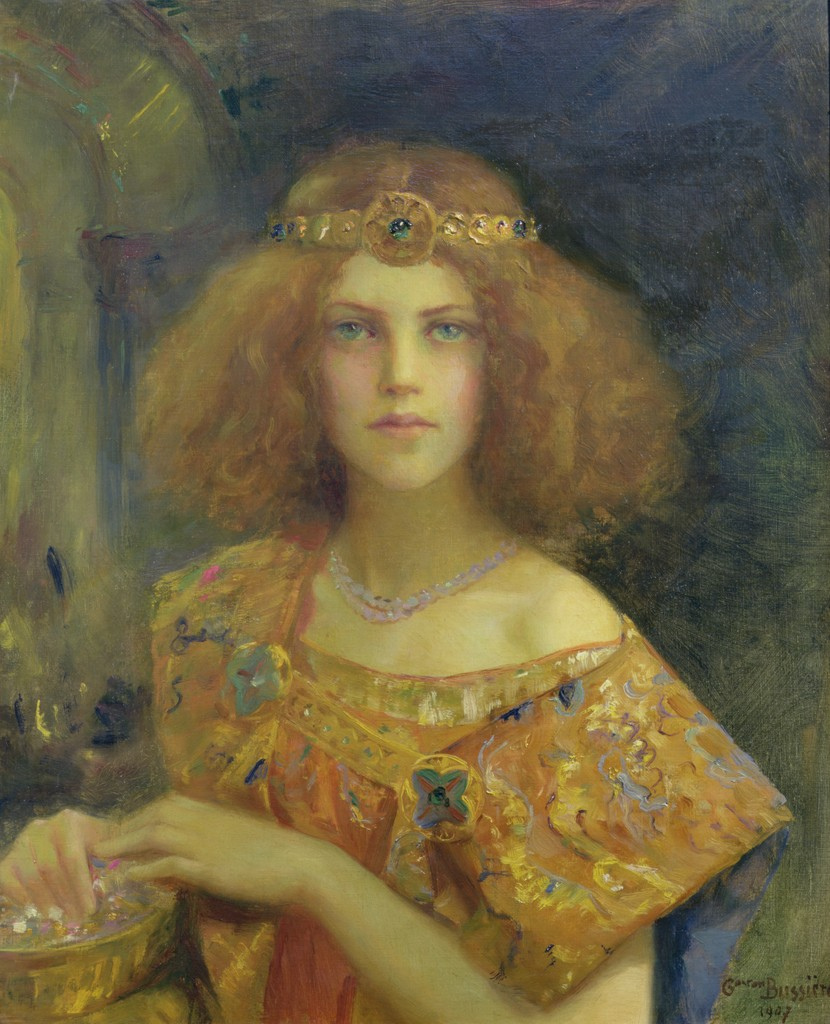
Salammbô (1907) de Gaston Bussière.

Cette page présente une liste non exhaustive des personnalités symbolistes, aussi bien en arts plastiques qu'en littérature et en poésie.   
Le symbolisme est un mouvement littéraire et artistique qui a émergé à la fin du 19ᵉ siècle. Les symbolistes cherchaient à traduire l’univers invisible grâce à des images concrètes et des symboles pour décrypter l’invisible. Leur écriture préférait suggérer plutôt que nommer ou décrire.   

## Symbolistes
- William Blake (1757–1827), écrivain anglais (Songs of Innocence)
- Caspar David Friedrich (1774–1840), peintre allemand (Le Voyageur contemplant une mer de nuages)
- Alexandre Pouchkine (1799–1837), poète et écrivain russe (Eugène Onéguine)
- Prosper Mérimée (1803-1870), romancier français
- Đorđe Marković Koder (en) (1806–1891), poète serbe (Romoranka)
- Gérard de Nerval (1808–1855), poète français
- Jules Amédée Barbey d'Aurevilly (1808–1889), écrivain français
- Edgar Allan Poe (1809–1849), poète et écrivain américain (Les Aventures d'Arthur Gordon Pym)
- Mikhail Lermontov (1814–1841), poète et écrivain russe (Un héros de notre temps)
- Charles Baudelaire (1821–1867), poète français (Les Fleurs du mal)
- Gustave Flaubert (1821-1880), écrivain français (Madame Bovary)
- Dante Gabriel Rossetti (1828–1882), poète et peintre anglais (Beata Beatrix)
- Christina Rossetti (1830–1894), poétesse anglaise
- Cesare Saccaggi (1868-1934), peintre italien

### Auteurs
(classés par année de naissance)   
Belgique
- Émile Verhaeren (1855–1916)
- Georges Rodenbach (1855–1898)
- Albert Giraud (1860–1929)
- Maurice Maeterlinck (1862–1949)
- Ray Nyst (1864-1948)
- Albert Mockel (1866–1945)

France
- Auguste de Villiers de L'Isle-Adam (1838–1889)
- Henri Cazalis (1840–1909)
- Stéphane Mallarmé (1842–1898)
- Paul Verlaine (1844–1896)
- Léon Bloy (1846–1917)
- Joris-Karl Huysmans (1848–1907)
- Germain Nouveau (1851—1920)
- Jean Lorrain (1855–1906)
- Arthur Rimbaud (1854–1891)
- Albert Samain (1858–1900)
- Remy de Gourmont (1858–1915)
- Gustave Kahn (1859–1936)
- Rachilde (1860–1953)
- Saint-Pol-Roux (1861–1940)
- Paul Adam (1862–1920)
- Francis Vielé-Griffin (1863–1937)
- Henri de Régnier (1864–1936)
- Albert Aurier (1865–1892)
- Marcel Schwob (1867–1905)
- Fernand Sarnette (1868-1914)
- Paul Valéry (1871–1945)
- Paul Fort (1872–1960)
- Alfred Jarry (1873–1907)
- Henri Barbusse (1873–1935) (premières œuvres)
- Charles Vildrac (1882–1971)
- Georges Duhamel (1884–1966)
- Alexandre Mercereau (1884–1945)
- Jules Romains (1885–1972)
- Nicolette Hennique (1886- 1956)

France / Uruguay
- Comte de Lautréamont (1846–1870)
- Jules Laforgue (1860–1887)

Allemagne et Autriche
- Arthur Schnitzler (1862–1931), Autrichien
- Stefan George (1868–1933), Allemand
- Hugo von Hofmannsthal (1874–1929), Autrichien
- Rainer Maria Rilke (1875–1926), Autrichien de Bohème
- Alfred Kubin (1877–1959), Autrichien

Portugal
- Manuel da Silva Gaio (pt) (1861–1934)
- Camilo Pessanha (1867–1926)
- António Nobre (1867–1900)
- Raul Brandão (1867–1930)
- Alberto Osório de Castro (pt) (1868–1946)
- Eugénio de Castro (1869–1944)
- Augusto Gil (1873–1929)
- Mário de Sá-Carneiro (1890–1916)

Russie
- Innokenti Annenski (1855–1909)
- Fiodor Sologoub (1863–1927)
- Dimitri Merejkovski (1865–1941)
- Viatcheslav Ivanovitch Ivanov (1866–1949)
- Constantin Balmont (1867–1942)
- Zinaïda Hippius (1869–1945)
- Teffi (1872—1952)
- Valéri Brioussov (1873–1924)
- Maximilian Volochine (1877–1932)
- Alexandre Blok (1880–1921)
- Andreï Biély (1880–1934)

Serbie
- Aleksa Šantić (1868–1924)
- Jovan Dučić (1871–1943)
- Svetozar Ćorović (1875–1919)
- Milan Rakić (1876–1938)
- Borisav Stanković (1876–1927)
- Jovan Skerlić (1877–1914)
- Isidora Sekulić (1877–1958)
- Petar Kočić (1877–1916)
- Vladislav Petković Dis (1880–1917)
- Sima Pandurović (1883–1960)
- Veljko Petrović (1884–1967)

Arménie
- Levon Shant (1869–1951)
- Siamanto (1878–1915)
- Daniel Varoujan (1884–1915)
- Gostan Zarian (1885–1969)
- Misak Metsarents (1886–1908)

Géorgie
- Grigol Robakidze (1880–1962)
- Valerian Gaprindashvili (1888–1941)
- Sergo Kldiashvili (1893–1986)
- Paolo Iachvili (1894–1937)
- Sandro Tsirekidze (1894–1923)
- Kolau Nadiradze (1895–1991)
- Titsian Tabidze (1895–1937)
- Giorgi Leonidze (1899–1966)

Pologne
Voir aussi : mouvement Jeune Pologne
- Antoni Lange (1861–1929)
- Tadeusz Miciński (1873–1918)
- Stanisław Korab-Brzozowski (1876–1901)

Angleterre
- Edmund Gosse (1849—1928)
- William Ernest Henley (1849—1903)
- Arthur Symons (1865—1945)
- Renée Vivien (1877–1909)

Autres
- Giovanni Pascoli (1855–1912), Italien
- Louis Couperus (1863–1923), Néerlandais
- Jean Moréas (1856–1910), Grec (écrit en français)
- João da Cruz e Sousa (1861–1898), Brésilien
- Stuart Merrill (1863–1915), Américain
- Otokar Březina (1868–1929), Tchèque
- Alphonsus de Guimaraens (1870–1921), Brésilien
- Jurgis Baltrušaitis (1873–1944), Lituanien
- Ivan Krasko (1876–1958), Slovaque
- Viktors Eglītis (1877–1945), Letton
- Dumitru Karnabatt (1877–1949), Roumain
- Oscar Milosz (1877–1939), Lituanien (écrit en français)
- Josip Murn Aleksandrov (1879–1901), Slovène
- Émile Nelligan (1879–1941), Canadien
- Ady Endre (1877–1919), Hongrois
- George Bacovia (1881–1957), Roumain
- Mateiu Caragiale (1885–1936), Roumain
- Dimcho Debelyanov (1887–1916), Bulgare

### Influence dans la littérature anglaise
Les auteurs de langue anglaise qui ont influencé ou ont été influencés par le symbolisme comprennent :  
- Conrad Aiken (1889–1973)
- Max Beerbohm (1872–1956)
- Hart Crane (1899–1932)
- Olive Custance (1874–1944)
- Ernest Dowson (1867–1900)
- T. S. Eliot (1888–1965)
- James Elroy Flecker (1884–1915)
- John Gray (en) (1866–1934)
- George MacDonald (1824–1905)
- Arthur Machen (1863–1947)
- Katherine Mansfield (1888–1923)
- Edith Sitwell (1887–1964)
- Clark Ashton Smith (1893–1961)
- George Sterling (en) (1869–1926)
- Wallace Stevens (1879–1955)
- Algernon Charles Swinburne (1837–1909)
- Francis Thompson (1859–1907)
- Rosamund Marriott Watson (1860–1911)
- Oscar Wilde (1854–1900)
- William Butler Yeats (1865–1939)

### Artistes visuels symbolistes
(classés par année de naissance)   
Belgique
- Félicien Rops (1855–1898)
- Fernand Khnopff (1858–1921)
- James Ensor (1860–1949)
- Égide Rombaux (1865–1942)
- Léon Frédéric (1865–1940)
- William Degouve de Nuncques (1867–1935)
- Jean Delville (1867–1953)
- Léon Spilliaert (1882–1946)

France
- Edmond Aman-Jean (1858—1936)
- Émile Bernard (1868–1941)
- Gaston Bussière (1862–1929)
- Eugène Carrière (1849—1906)
- Pierre Puvis de Chavannes (1824–1898)
- Henri Fantin-Latour (1836–1904)
- Charles Filiger (1863–1928)
- Paul Gauguin (1848–1903)
- Charles Guilloux (1866—1946)
- Lucien Lévy-Dhurmer (1865–1953)
- Pierre Marcel-Béronneau (1869–1937)
- Edgard Maxence (1871—1954)
- Gustave Moreau (1826–1898)
- Gustav-Adolf Mossa (1883–1971)
- Alphonse Osbert (1857—1939)
- Armand Point (1861—1932)
- Ary Renan (1857—1900)
- Odilon Redon (1840–1916)
- Alexandre Séon (1855—1917)

Russie
Voir aussi : Symbolisme russe et le  groupe Rose bleue.
- Léon Bakst (1866–1924)
- Alexandre Benois (1870–1960)
- Ivan Bilibine (1876–1942)
- Victor Borissov-Moussatov (1870–1905)
- Constantin Bogaïevski (1872–1943)
- Vassily Kandinsky (premières œuvres) (1866–1944)
- Mikhaïl Nesterov (1862–1942)
- Nicolas Roerich (1874–1947)
- Constantin Somov (1869–1939)
- Viktor Vasnetsov (1848–1926)
- Mikhaïl Vroubel (1856–1910)

Roumanie
- Octavian Smigelschi (1866–1912), né Austro-hongrois, culturellement Roumain
- Mihail Simonidi (1870–1933)
- Lascăr Vorel (1879–1918)
- Apcar Baltazar (1880–1909)
- Ion Theodorescu-Sion (1882–1939)

Allemagne
- Eugen Bracht (1842–1921)
- Karl Wilhelm Diefenbach (1851–1913)
- Max Klinger (1857 – July 1920)
- Franz von Stuck (1863–1928)
- Ludwig Fahrenkrog (1867–1952)
- Emil Nolde (1867–1953)
- Sascha Schneider (1870–1927)

Suisse
- Arnold Böcklin (1827–1901)
- Ferdinand Hodler (1853–1918)
- Carlos Schwabe (1866–1926)

Autriche
- Gustav Klimt (1862–1918)
- Karl Mediz (en) (1868–1945)
- Rudolf Jettmar (en) (1869–1939)
- Richard Müller (de) (1874–1954)
- Alfred Kubin (1877–1959)

Autres
- George Frederic Watts (1817–1904), Anglais
- James A. McNeill Whistler (1834–1903), Américain
- Albert Pinkham Ryder (1847–1917), Américain
- John William Waterhouse (1849–1917), Anglais
- Luis Ricardo Falero (1851–1896), Espagnol
- Jacek Malczewski (1854–1929), Polonais
- Jan Toorop (1858–1928), Néerlandais
- Giovanni Segantini (1858–1899), Italien
- Edvard Munch (1863–1944), Norvégien
- Arthur Bowen Davies (1863–1928), Américain
- Eliseu Visconti (1866–1944), Brésilien
- John Duncan (1866–1945), Écossais
- František Kupka (1871–1957), Tchèque (premières œuvres)
- Hugo Simberg (1873–1917), Finnois
- Frances MacDonald (1873–1921), Écossais
- Mikalojus Konstantinas Čiurlionis (1875–1911), Lituanien
- Stevan Aleksić (1876–1923), Serbe
- Felice Casorati (1883–1963), Italien
- Anselmo Bucci (1887–1955)
- Ze'ev Raban (en) (1890–1970), Polonais / Israélien

### Dramaturges symbolistes
- Gerhart Hauptmann (1862–1946), Allemand
- Federico García Lorca (1898–1936), Espagnol
- Maurice Maeterlinck (1862–1949), Belge
- Lugné-Poe (1869-1940), Français

### Compositeurs influencés par les idées symbolistes
- Richard Wagner (1813–1883), Allemand
- Piotr Ilitch Tchaïkovski (1840–1893), Russe
- Gabriel Fauré (1845–1924), Français
- Charles Loeffler (1861–1935), Américain
- Claude Debussy (1862–1918), Français
- Richard Strauss (1864—1949), Allemand
- Erik Satie (1866–1925), Français
- Alexandre Scriabine (1872–1912), Russe
- Maurice Ravel (1875–1937), Français
- Mikalojus Konstantinas Čiurlionis (1875–1911), Lituanien
- Mieczysław Karłowicz (1876–1909), Polonais
- Cyril Scott (1879–1970), Anglais
- Karol Szymanowski (1882–1937), Polonais
- Lili Boulanger (1893–1918), Français

## Galerie

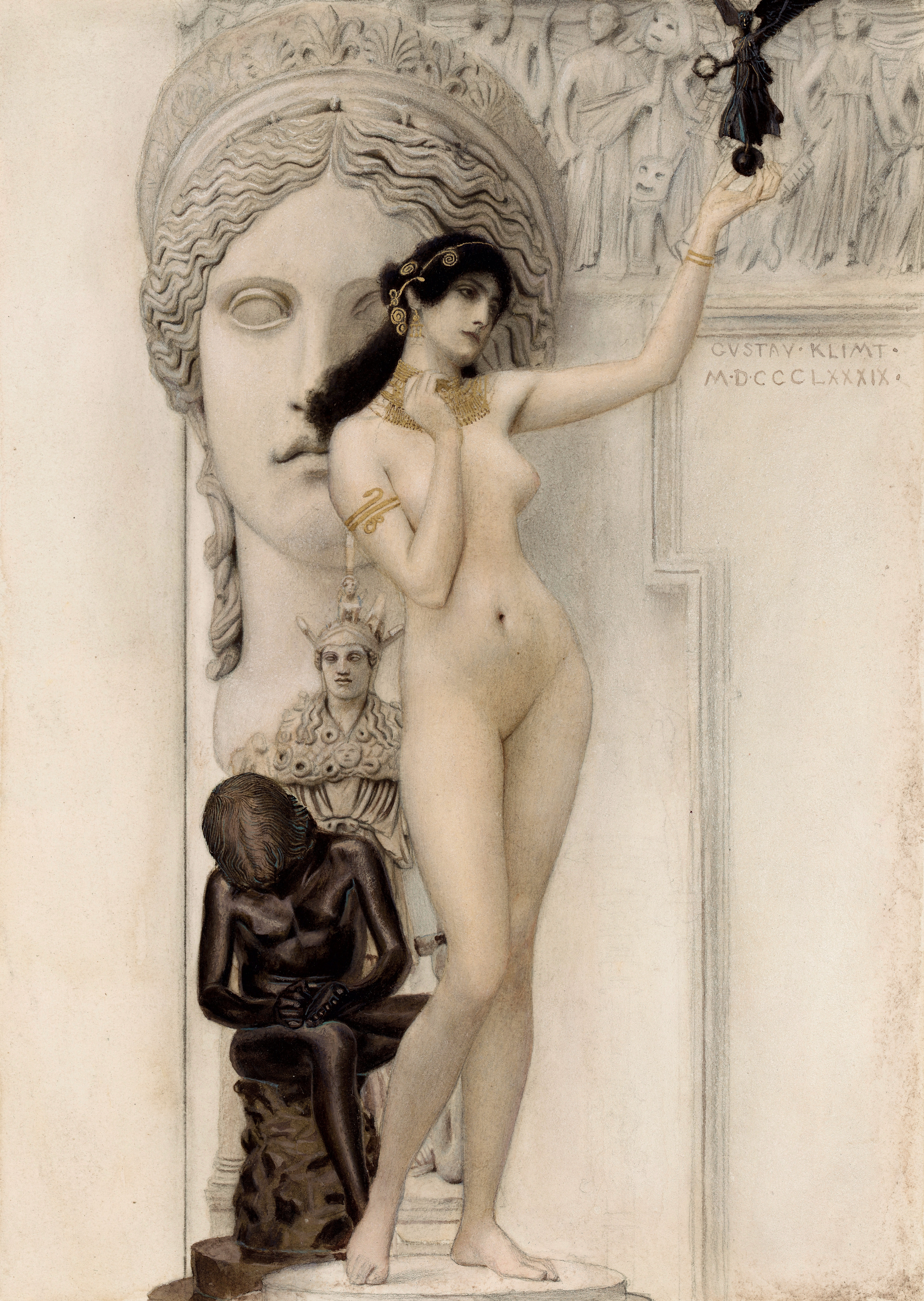
Gustav Klimt, Allegory of Skulptur, 1889.
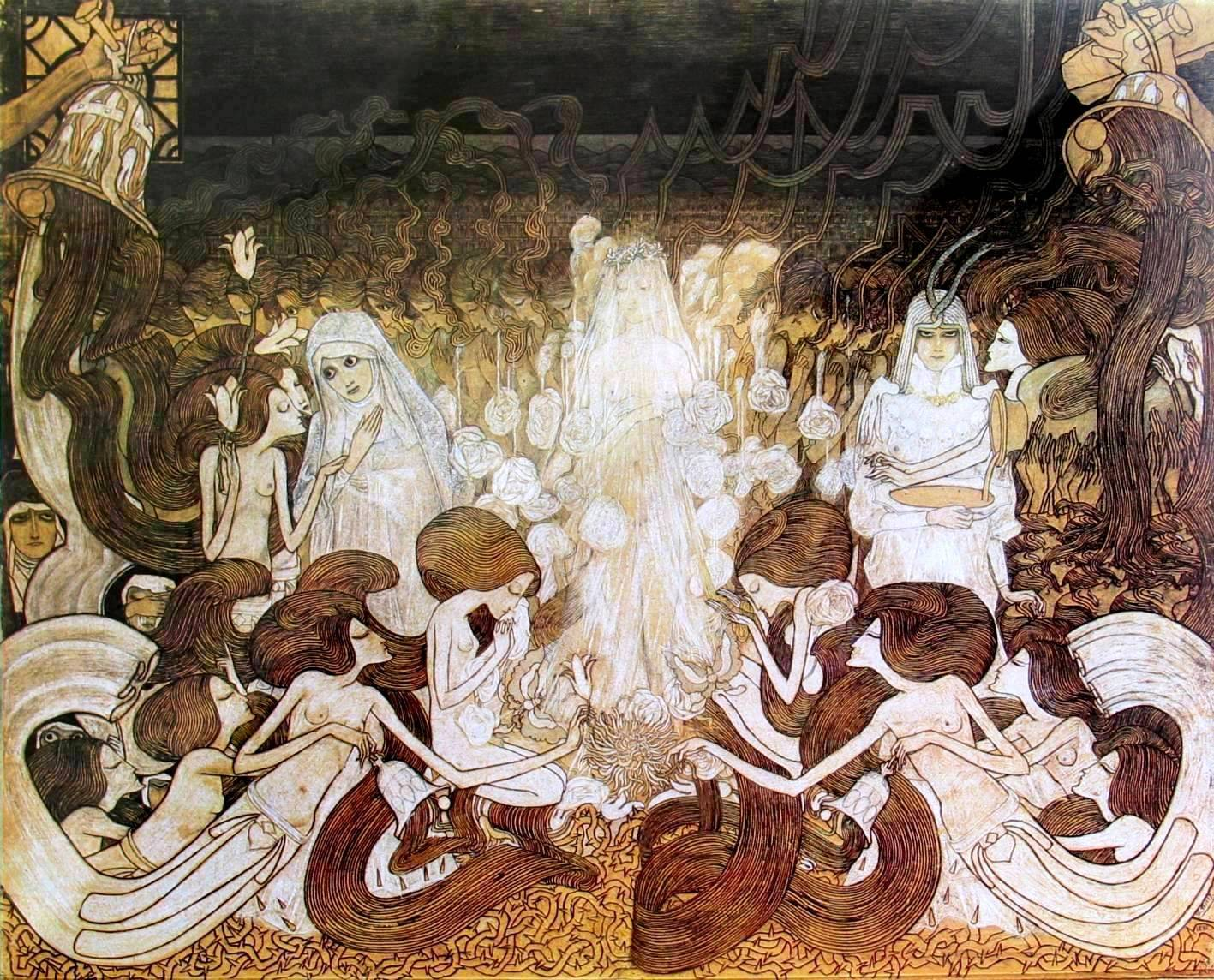
Jan Toorop, The Three Brides, 1893.
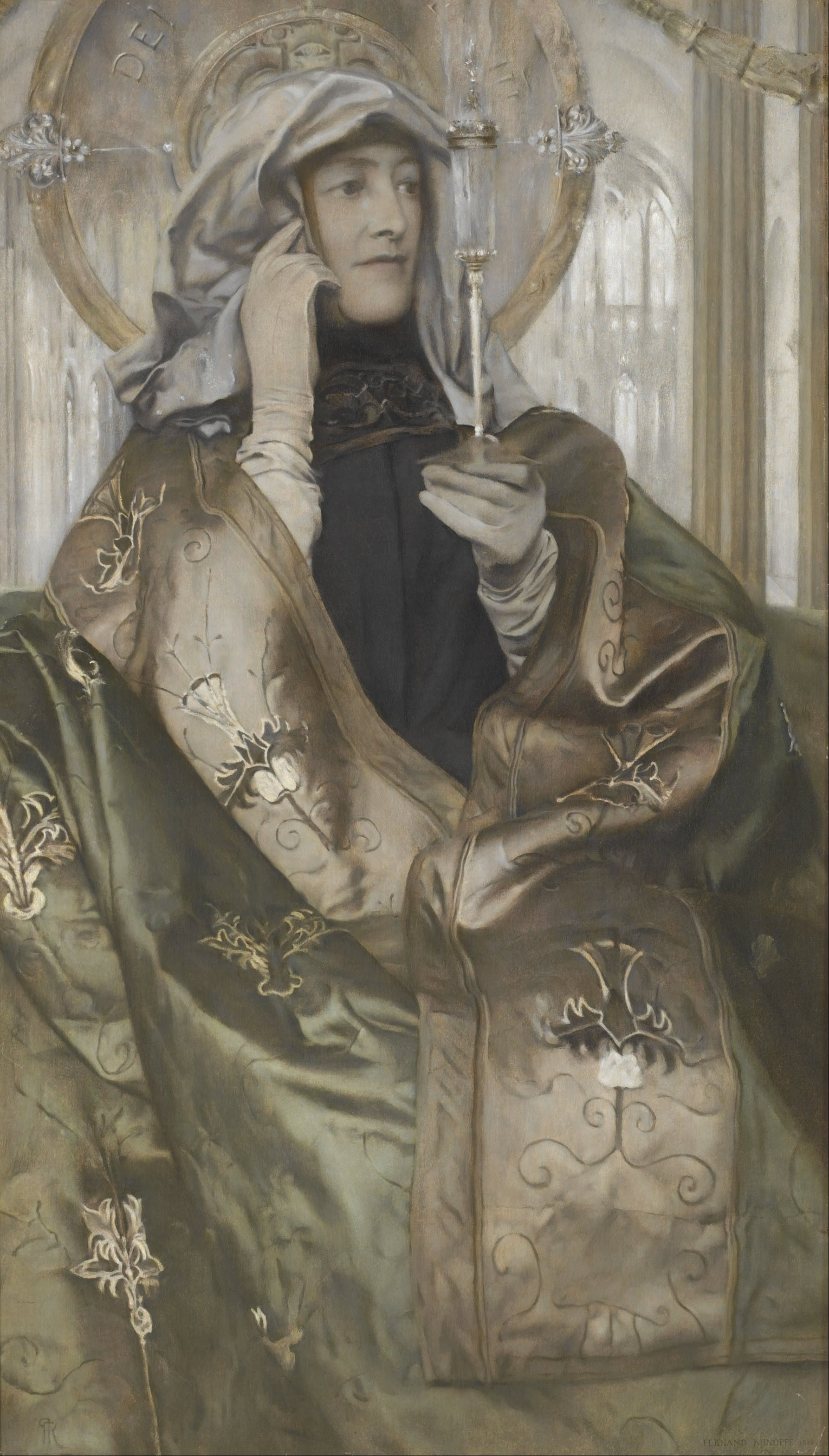
Fernand Khnopff, Incense, 1898.
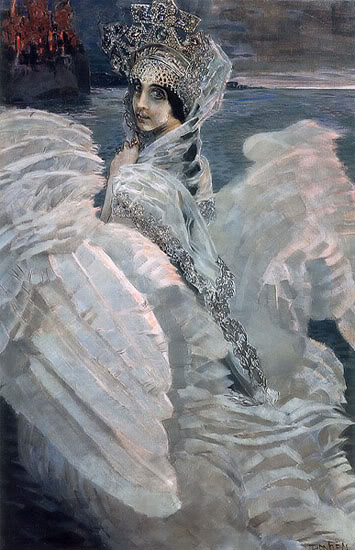
Mikhaïl Vroubel , The Swan Princess, 1900.
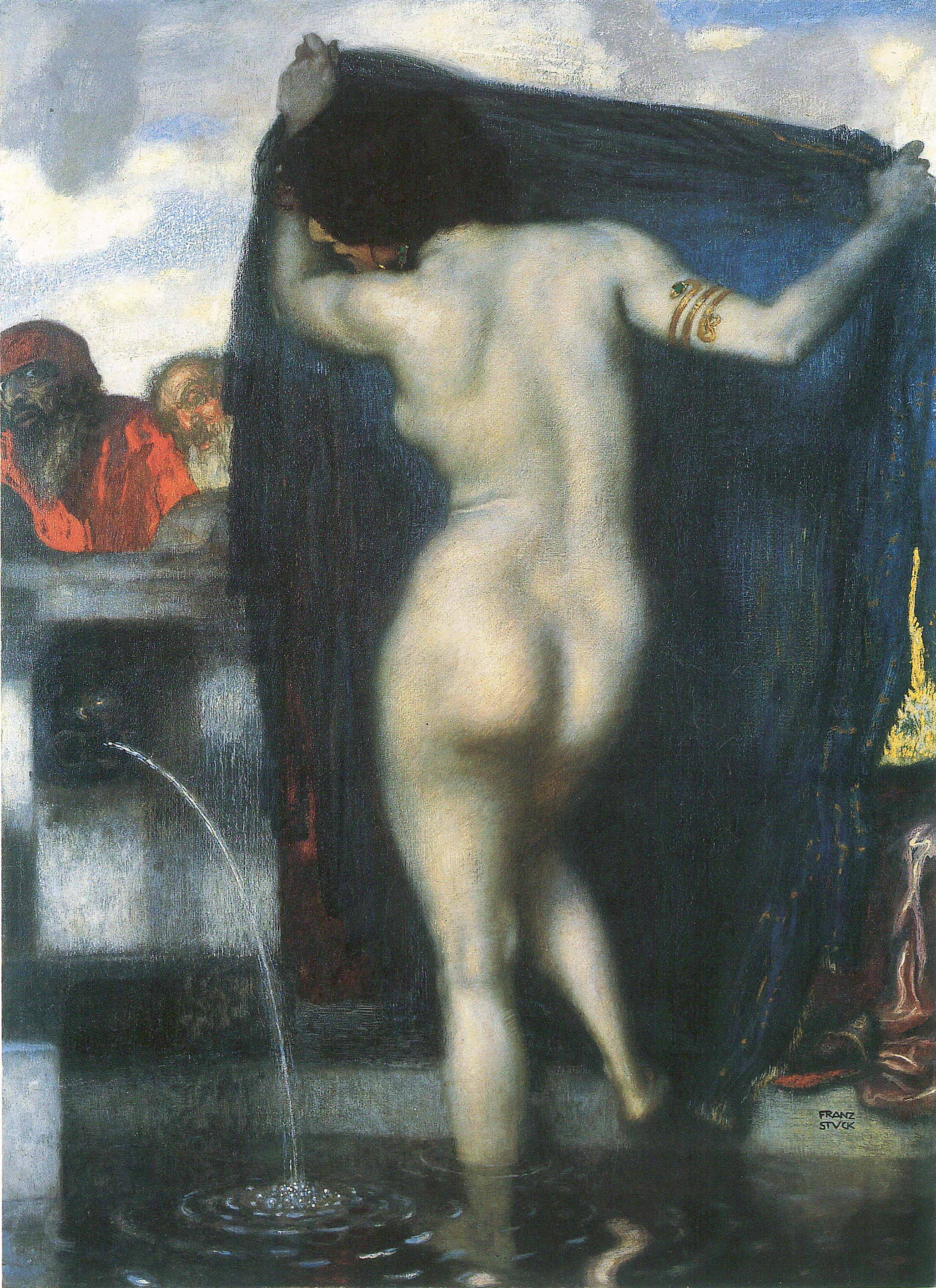
Franz von Stuck, Susanna und die beiden Alten, 1913.
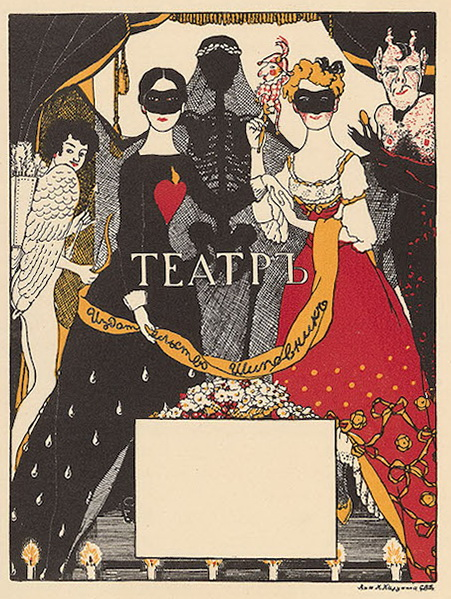
Couverture du livre Theatre (1909) d'Alexandre Blok[1].
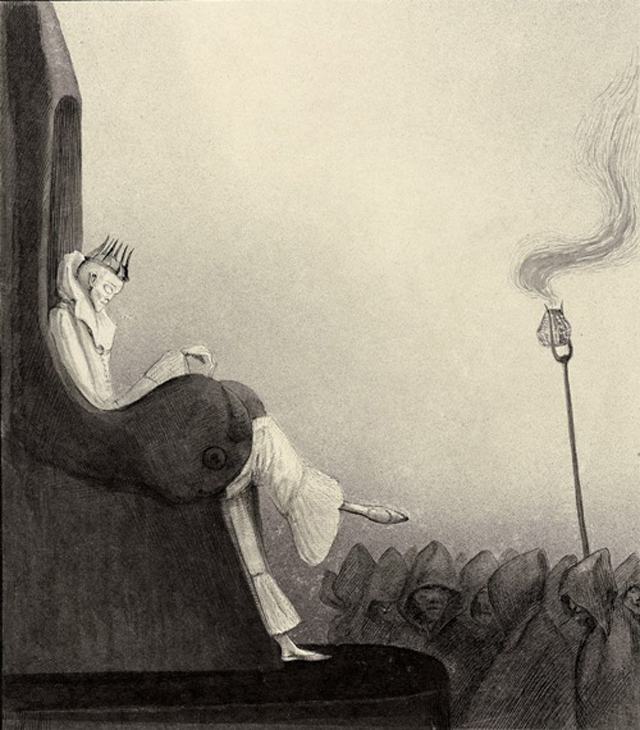
Alfred Kubin, The Last King, 1902.
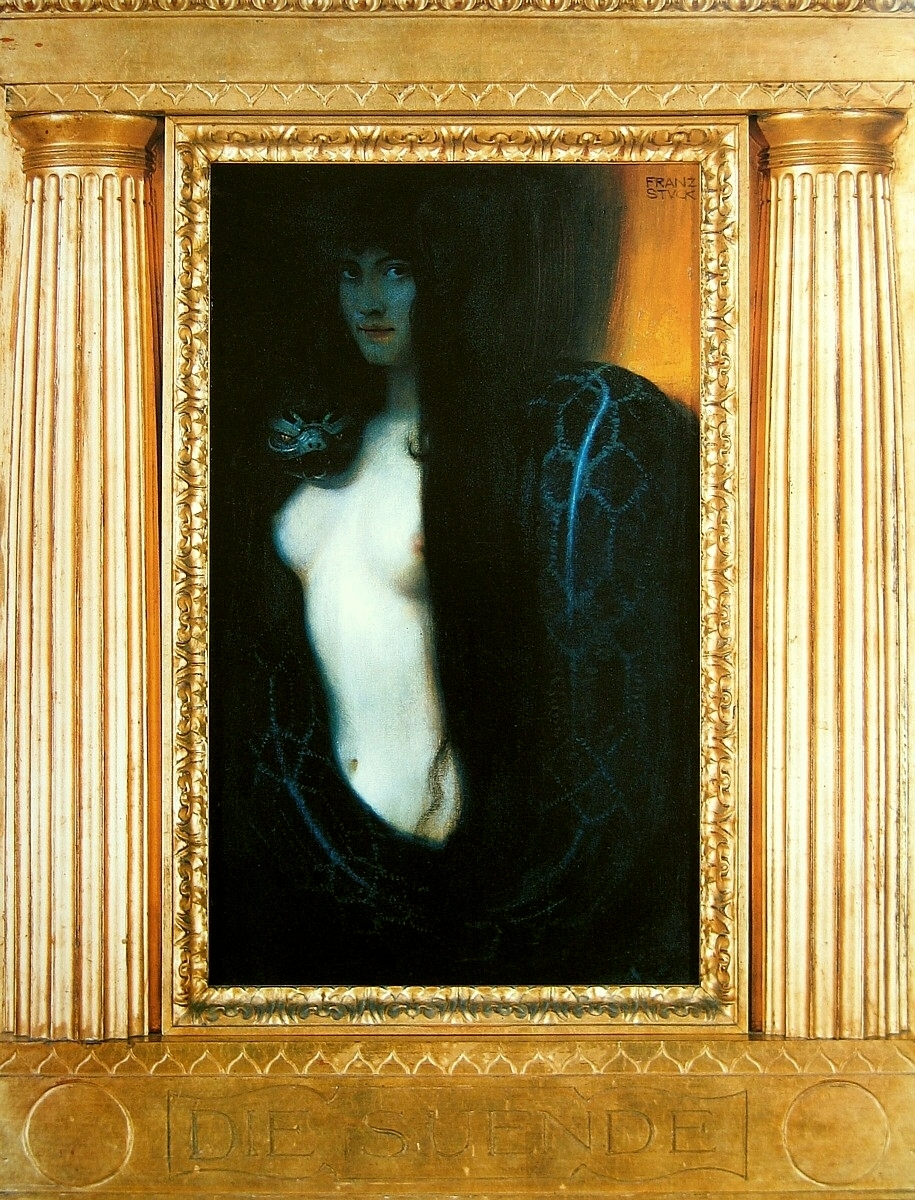
Franz von Stuck, Die Sünde, 1893.
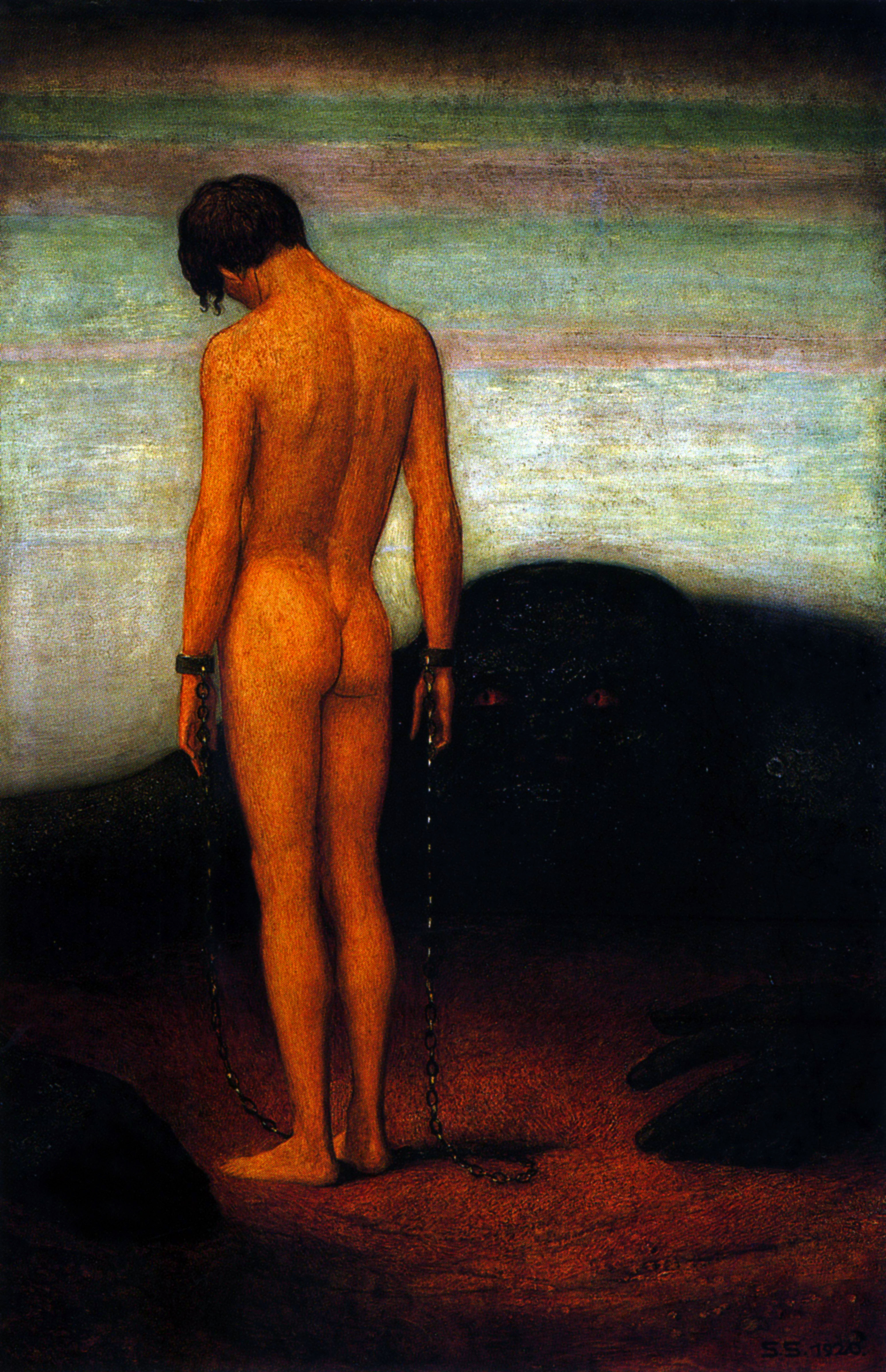
Sascha Schneider Le Sentiment de dépendance, 1920.
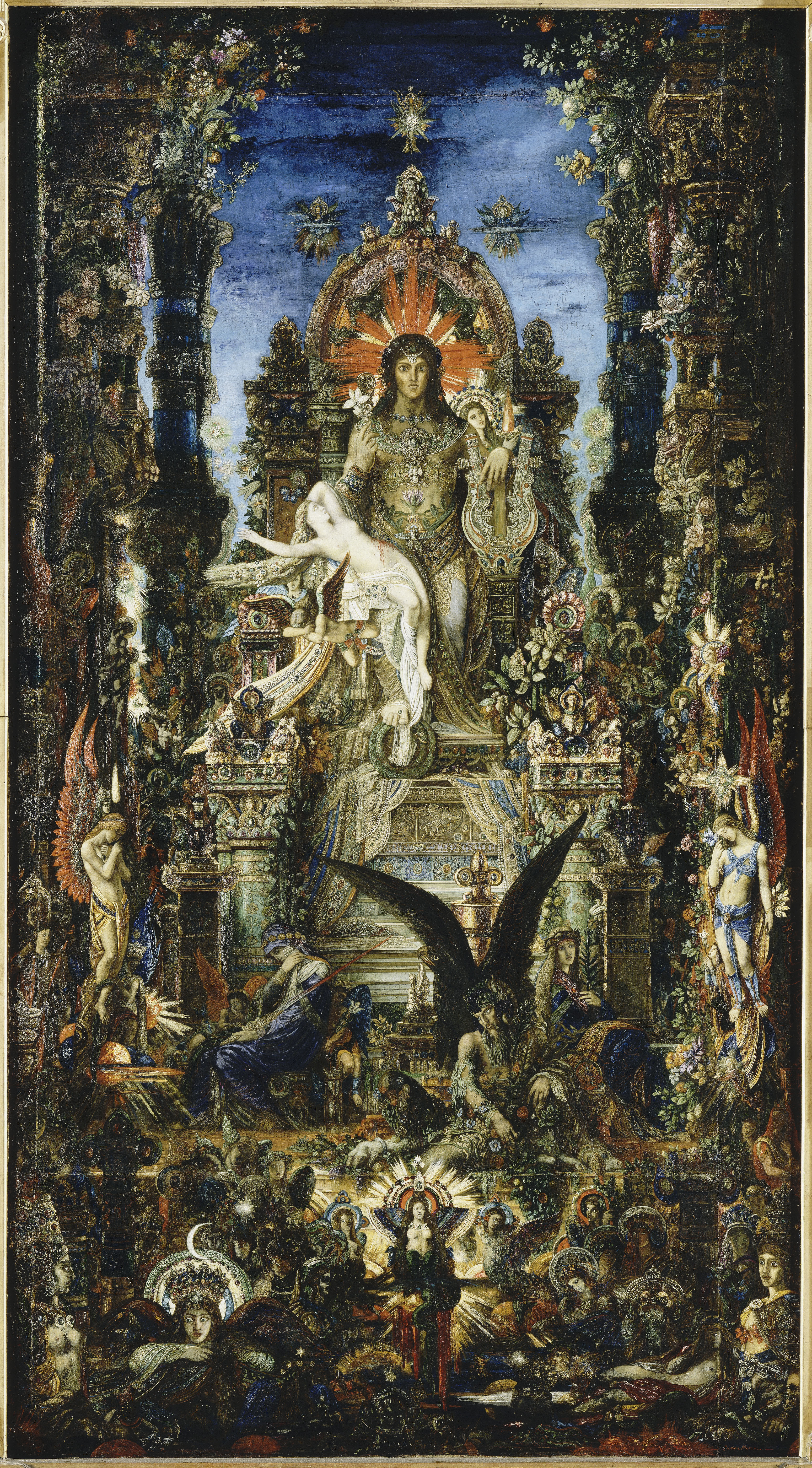
Gustave Moreau, Jupiter et Sémélé, 1894-1885, Musée Gustave-Moreau.
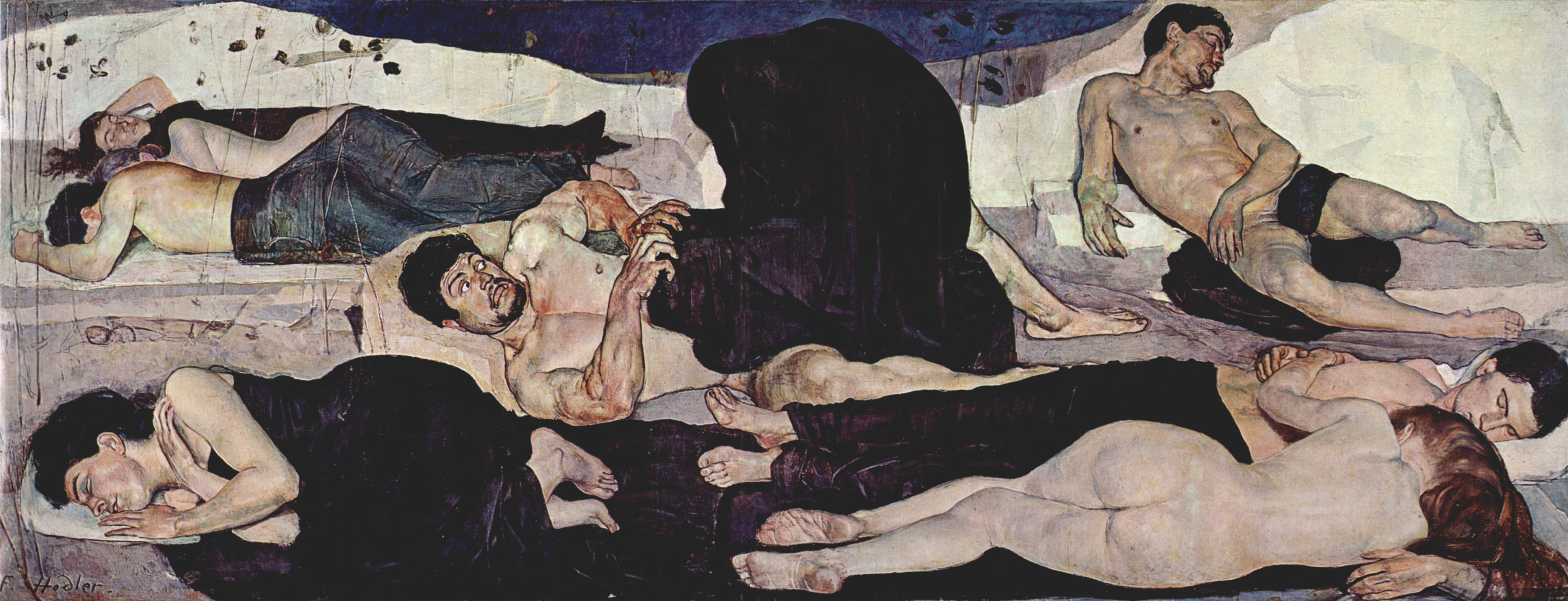
Ferdinand Hodler, La Nuit, 1889-1890, Berne, Kunstmuseum.
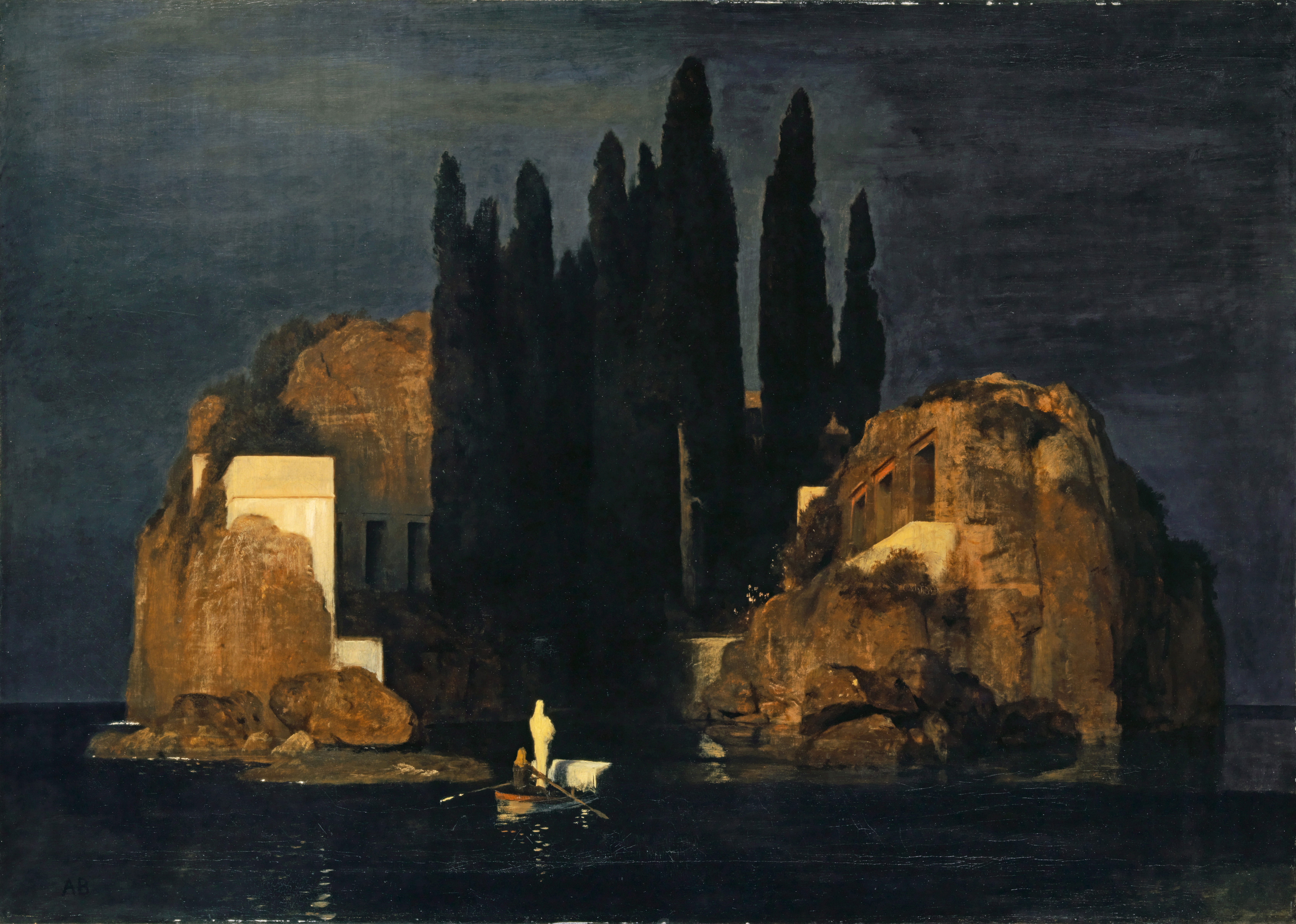
Arnold Böcklin, L'Île des morts, version I, 1880, Bâle, Kunstmuseum.
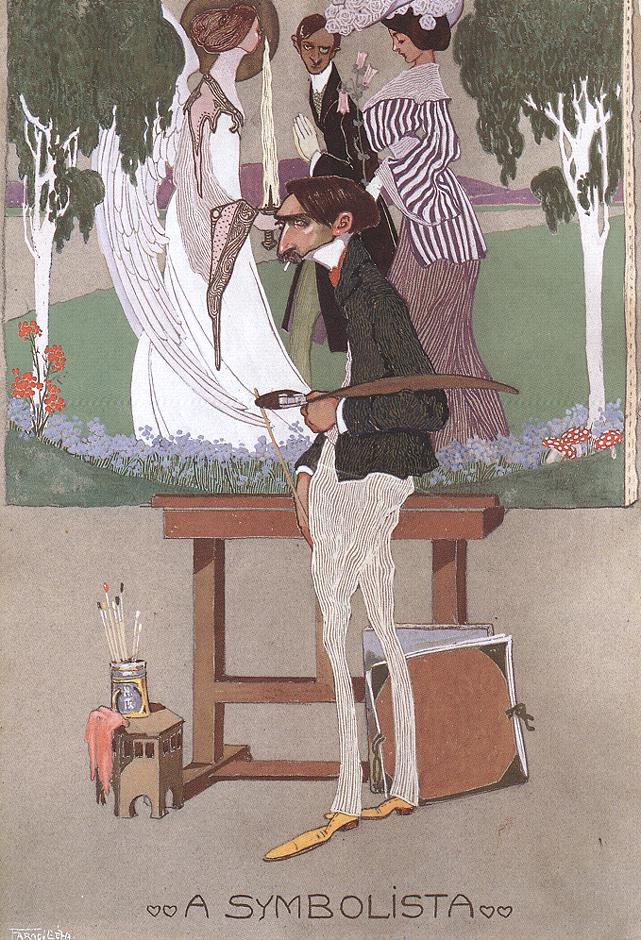
Géza Faragó, Le Symboliste (1908), œuvre satirique de style Art nouveau.
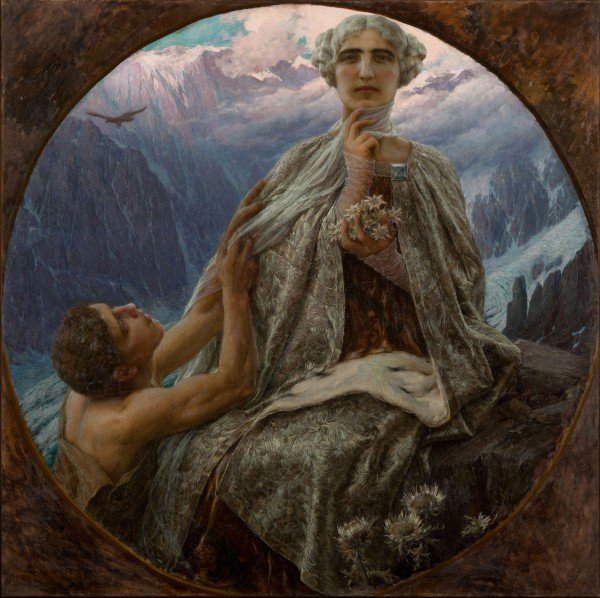
Cesare Saccaggi, La Reine de la glace, 1912.

Notes
1. ↑   Les illustrations de Constantin Somov pour le poète symboliste russe montrent la continuité entre le symbolisme et des artistes Art nouveau comme Aubrey Beardsley.